# Alfred Mueller
Alfred H. Mueller  (Chicago, 9 de junho de 1939) é um físico estadunidense.
Em 1988 obteve uma bolsa Guggenheim. Em 2003 recebeu com George Sterman o Prêmio Sakurai pelo desenvolvimento de conceitos teóricos de perturbação da cromodinâmica quântica (QCD).

## Obras
- com Dokshitzer, Khoze, Troyan: Basics of perturbative QCD. Edition Frontiers, 1991.